# Пикколомини-Амманнати, Якопо
Якопо Пикколомини-Амманнати или Джакомо Пикколомини (итал. Giacomo Ammannati Piccolomini;  8 марта 1422, Пеша, Тоскана - 10 сентября 1479, Сан-Лоренцо близ Больсены ) — итальянский церковный деятель, кардинал-епископ, учёный, гуманист эпохи Возрождения, педагог.

## Биография
Представитель благородного семейства Пикколомини. Изучал филологию, литературу и богословие во Флоренции. При Папе римском Николае V  отправился в Рим, где какое-то время жил в крайней нищете.
В 1450 году стал личным секретарём кардинала Доменико Капраника . При папе Каликсте III был назначен секретарём посланий понтифика. Следующий папа Пий II оставил его в той же должности. Папа Пий II в 1460 году назначил его епископом Павии (Миланское герцогство) и кардиналом с 18 декабря 1461 года. 
В 1462-1477 годах служил кардиналом-священником Сан-Кризогоно. Камерленго Коллегии кардиналов  (1463-1464 и 1476-1477).
17 августа 1477 г. он был возведен в сан кардинал-епископа епархии Фраскати. Апостольский легат в Перуджа и Умбрии (1471-1473).
В 1477-1479 годах был Апостольским администратором в Лукка.
Кардинал Амманнати был педагогом, читал лекции по логике. Похоронен в базилике Сант-Агостино в Риме.

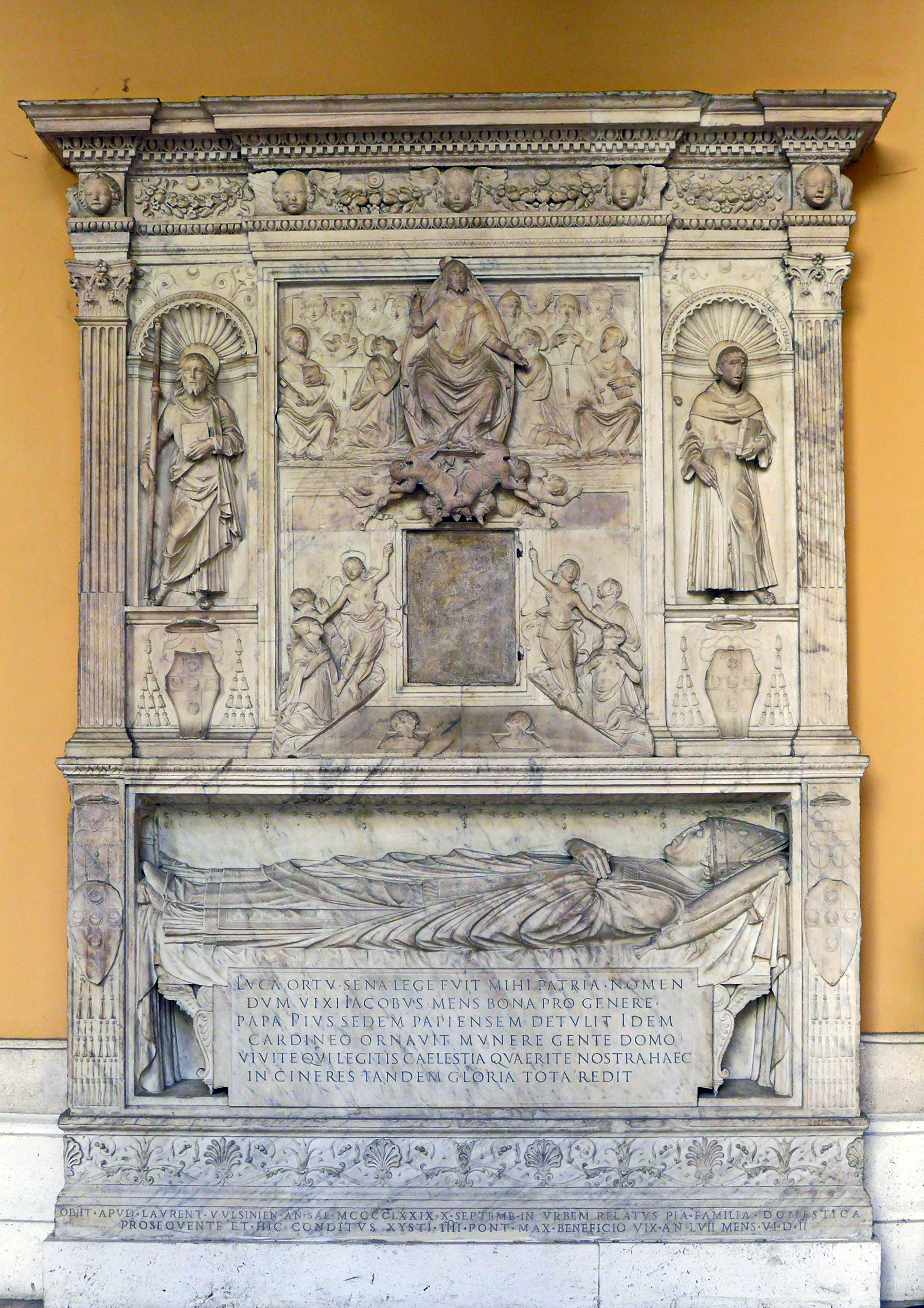
Памятник на могиле кардинала Якопо Пикколомини-Амманнати